# 5. Sinfonie (Mjaskowski)
Die Sinfonie in D-Dur op. 18 ist die fünfte Sinfonie des Komponisten Nikolai Jakowlewitsch Mjaskowski.

## Entstehungsgeschichte
Die erste Erwähnung der fünften Sinfonie findet sich in einer Notiz aus dem Jahr 1914. Mjaskowski notierte nach der Fertigstellung der dritten Sinfonie Planungen zu zwei neuen Werken, einer „stille[n]“ Sinfonie und einer „grandiose[n]“. Der Erste Weltkrieg verhinderte zwar die Ausführung dieser Pläne, trotzdem griff Mjaskowski später in der fünften Sinfonie auf Ideen zur „grandiose[n]“ Sinfonie zurück. Nachdem Mjaskowski im Krieg nach Sankt Petersburg versetzt worden war, widmete er sich der Komposition der vierten und fünften Sinfonie. Die beiden Werke waren etwa zur selben Zeit im April 1918 fertig.

## Analyse
Obwohl die fünfte Sinfonie zeitgleich mit der vierten entstand, weist sie grundsätzlich andere Klangbilder auf. Mjaskowski verarbeitete in beiden Werken seine Kriegserlebnisse, allerdings auf zwei verschiedene Arten. Oberflächlich betrachtet verkörpert die vierte Sinfonie die Schrecken und das Leid, während die fünfte für den Sieg und den Heldenmut steht. Mjaskowski hatte schon immer die Soldaten bewundert, und zwar so sehr, dass er sich später auch dem Genre der Blasmusik widmete. Die hellere Klangfarbe der fünften Sinfonie führt zu einem Novum in Mjaskowskis sinfonischem Schaffen: Erstmals legt er eine Sinfonie viersätzig an und komponierte ein Scherzo, ein Satz, der im früheren Charakter der Sinfonien keinen Platz gehabt hätte. Die fünfte ist auch die erste Sinfonie, die in Dur steht und die Tonart D-Dur ist auch nicht zufällig gewählt: Trotz der kritischen Beurteilung der Tonartencharakter wurde die Tonart von anderen romantischen Komponisten für strahlende, leuchtende Musik benutzt (Die Farbsynästhetiker Rimski-Korsakow und Skrjabin hatten mit D-Dur gelbe oder goldene Farben verbunden), und diese Stimmung wollte Mjaskowski in dem Werk erreichen.

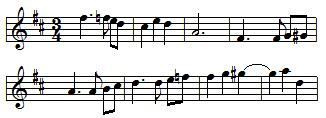
Thema des ersten Satzes, Taktart und daraus resultierender Rhythmus können vom Original abweichen

Der erste Satz beginnt mit dem lyrischen Hauptthema, vorgetragen von der Klarinette. Das Thema wird in verschiedenen Variationen von allen Instrumentengruppen des Orchesters wiederholt. Das kontrastierende zweite Thema erinnert an altrussische Gesänge und hat einen schweren Charakter. Die beiden Themen werden so verarbeitet, dass sich eine Spannung wie die eines Kampfes aufbaut, die sich in einer lauten Wiederholung des zweiten Themas entlädt. Die Passage erinnert im Ganzen an Borodins sogenannte Helden-Sinfonie. Nach diesem musikalischen Höhepunkt des ersten Satzes erklingt noch einmal die Melodie des ersten Themas. Man kann also von einer Sonatensatzform sprechen, bei der die Themen in der Reprise in umgekehrter Reihenfolge erscheinen.
Die Kernaussage des zweiten Satzes ist ebenfalls der Kontrast zwischen Krieg und Frieden: Ein Wiegenlied stellt zunächst eine ruhige und friedliche Atmosphäre her, die das ungestörte Leben darstellen soll. Doch der Schein trügt und es kündigt sich bald Unheil an: Ein zweites, nervöses Thema stört dieses Leben und symbolisiert damit den Krieg und den Tod. Durch kontrapunktische Verknüpfung der beiden Themen entsteht ein düsteres und bedrückendes Klangbild, das schließlich in lauten, fanfarenartigen Akkorden gipfelt, bevor es wieder verschwindet und dem Wiegenlied des Anfangs weicht. Dieser Satz stellt die Situation und Gefühle dar, die viele Menschen und natürlich auch Mjaskowski selbst mit dem Krieg verbanden.
Die letzten beiden Sätze haben nicht mehr den Kontrast zwischen Krieg und Frieden als Schwerpunkt, sondern den Sieg und die damit verbundenen Heldentaten. Der dritte Satz, das Scherzo, besteht aus drei Themen, von denen eines eine originale ukrainische Koljadka-Melodie ist. Koljadka oder Koljada ist ein Weihnachtslied, dessen Singen beim ukrainischen Weihnachtsfest Glück und Erfolg bringen soll. Der Charakter des mit ungefähr vier Minuten sehr kurzen Satzes ist teils heroisch und teils volkstümlich, er erinnert an Glinkas Kamarinskaja. Mjaskowski deutet so den militärischen Sieg auch als Sieg des einfachen Volkes. Im Finale wechseln sich liedhafte Passagen mit Fanfaren ab, bevor noch einmal das Seitenthema des ersten Satzes im Orchestertutti erklingt und so den endgültigen Sieg darstellt. Mjaskowski sagte über den Schluss, er sei eine „choralartige Hymne“.

## Rezeption und Kritik
Die Sinfonie wurde am 18. August 1920 in Moskau unter Nikolai Andrejewitsch Malko mit großem Erfolg uraufgeführt. Das Werk verhalf Mjaskowski zum endgültigen Durchbruch und machte ihn national und international bekannt. Die Partitur wurde schon kurze Zeit nach dieser Aufführung veröffentlicht, so dass bald weitere Darbietungen folgen konnten. 1924 war sie im Bolschoi-Theater unter der Leitung von Emil Cooper zu hören, später wurde sie auch in Madrid, Prag und Wien gespielt. Friedrich August Stock führte die Sinfonie in Chicago auf, Leopold Stokowski dirigierte in Philadelphia und am 5. Januar 1926 in New York.
Mjaskowski, der schon immer sehr kritisch mit seinen Werken gewesen war, hatte auch an der fünften Sinfonie später einiges auszusetzen. Lediglich den zweiten Satz nannte er sein „geliebtes Andante“. In einem Brief an Prokofjew aus dem Jahr 1926 bemerkte er, die Sinfonie habe viele Einflüsse von Glasunow und „abgeschmackte Klangbildungen“, außerdem sei ihm die Instrumentierung nicht gelungen. Das Thema des ersten Satzes betitelte er sogar als „einfach abscheulich“. Trotzdem weigerte er sich, etwas an dem Stück zu ändern.
Nach dem Erfolg der Uraufführung, bei der das Scherzo sogar wiederholt werden musste, berichteten Kritiker auch positiv von den anderen Darbietungen. Laut dem Wiener Musikkritiker Paul Amadeus Pisk hatten die Hörer das Werk mit „begeisterte[r] Zustimmung“ aufgenommen, und Prokofjew schrieb über die New Yorker Aufführung, die Sinfonie habe beim Publikum Erfolg gehabt und Szigeti könne von der Aufführung in Philadelphia das Gleiche berichten. Mit der Interpretation am Bolschoi-Theater war Mjaskowski unzufrieden: Ihm missfielen die Tempi, die Cooper gewählt hatte, der erste Satz wurde nach seiner Aussage zum „Hindernisrennen“ und das Andante zur „langweiligen Trödelei“.
Prokofjew kritisierte an der Sinfonie, obwohl er auch begeistert von ihr war, viele Dinge in persönlichen Briefen an Mjaskowski. So bemängelte er die „stellenweise empörende Schülerhaftigkeit der Kompositionstechnik“, die Längen des Stücks und den Schluss des Finales. Für den Anfang des zweiten Satzes empfahl er einen „Riesennebel aus Raschel- und Säuselgeräuschen, Unausgesprochenem und Anspielungen“. Mjaskowski setzte aber keine dieser Vorschläge um mit der Begründung sie seien „vor dem Hintergrund des Charakters der übrigen Klangbildungen (..) völlig fehl am Platz“.
Die Pianistin A. A. Aljawdina schrieb später eine Klavierfassung des Scherzos, die viele namhafte Pianisten, darunter auch Heinrich Neuhaus, in ihr Repertoire aufnahmen.
Die beiden Sinfonien, die unmittelbar nach dem Ersten Weltkrieg entstanden, galten in Russland als die Geburt der sowjetischen Sinfonik.